# Mobile Pentium 4
Il Mobile Pentium 4 è stato il sesto processore Intel pensato per l'utilizzo nei computer portatili e venne presentato a giugno del 2003 come successore del Pentium 4-M. Sebbene pochi mesi prima fosse già stata presentata la prima CPU specificatamente progettata per l'utilizzo nei sistemi mobile, il Pentium M, il Mobile Pentium 4 si basava ancora su un approccio tradizionale utilizzato anche da tutti i suoi predecessori, ovvero si limitava ad alcuni affinamenti progettuali della versione desktop (in questo caso il Pentium 4) al fine di ridurne il consumo e poter quindi contribuire al contenimento dei consumi e quindi alla maggior durata delle batterie utilizzate in questo tipo di sistemi.
Le caratteristiche tecniche della prima generazione erano molto simili a quelle del predecessore, a parte l'utilizzo di clock più elevati, e quindi è possibile vedere il Mobile Pentium 4, semplicemente come un nuovo nome commerciale del progetto alla base anche del Pentium 4-M.

## Caratteristiche principali

### Northwood
La prima generazione del Mobile Pentium 4 era basata, al pari del predecessore Pentium 4-M, su una specifica variante del core Northwood alla base anche della seconda generazione del processore desktop Pentium 4. Il processo produttivo era quello a 130 nm ed essendo basato sull'architettura del Pentium 4 era dotato anche delle istruzioni SSE2. Al pari di quanto fatto per il predecessore, tali versioni si differenziavano da quelle desktop per l'introduzione della tecnologia di risparmio energetico SpeedStep, ovvero quella tecnologia che consentiva di variare dinamicamente il clock di esercizio della CPU, abbassandolo quando non era necessaria tutta la potenza elaborativa, con la conseguente diminuzione dei consumi. Il bus salì a 533 MHz e le frequenze partirono dai 2,4 GHz per giungere fino a 3,2 GHz e inoltre, successive revisioni permisero l'introduzione della tecnologia Hyper-Threading anche in questa serie di CPU.

### Prescott
A metà 2004 venne introdotta anche la seconda e ultima generazione, basata sull'evoluzione del core Northwood e conosciuta come Prescott. Il processo produttivo passò a quello da 90 nm e le cache vennero raddoppiate, diventando di 16 kB la L1 e 1 MB la L2; le frequenze rimasero pressoché le stesse ma a fronte di un leggero aumento dei consumi. Grazie a questa seconda generazione inoltre, venne introdotto il processor number anche per questo tipo di CPU.

## Modelli
La tabella seguente mostra i modelli di Mobile Pentium 4 arrivati sul mercato. Molti di questi condividono caratteristiche comuni pur essendo basati su core diversi; per questo motivo, allo scopo di rendere maggiormente evidente tali affinità e "alleggerire" la visualizzazione alcune colonne mostrano un valore comune a più righe. Di seguito anche una legenda dei termini (alcuni abbreviati) usati per l'intestazione delle colonne:
- Nome Commerciale: si intende il nome con cui è stato immesso in commercio quel particolare esemplare.
- Data: si intende la data di immissione sul mercato di quel particolare esemplare.
- Socket: lo zoccolo della scheda madre in cui viene inserito il processore. In questo caso il numero rappresenta oltre al nome anche il numero dei pin di contatto.
- Clock: la frequenza di funzionamento del processore.
- Molt.: sta per "Moltiplicatore" ovvero il fattore di moltiplicazione per il quale bisogna moltiplicare la frequenza di bus per ottenere la frequenza del processore.
- Pr.Prod.: sta per "Processo produttivo" e indica tipicamente la dimensione dei gate dei transistor (180 nm, 130 nm, 90 nm) e il numero di transistor integrati nel processore espresso in milioni.
- Voltag.: sta per "Voltaggio" e indica la tensione di alimentazione del processore.
- Watt: si intende il consumo massimo di quel particolare esemplare.
- Bus: frequenza del bus di sistema.
- Cache: dimensione delle cache di 1º e 2º livello.
- XD: sta per "XD-bit" e indica l'implementazione della tecnologia di sicurezza che evita l'esecuzione di codice malevolo sul computer.
- 64: sta per "EM64T" e indica l'implementazione della tecnologia a 64 bit di Intel.
- HT: sta per "Hyper-Threading" e indica l'implementazione della esclusiva tecnologia Intel che consente al sistema operativo di vedere 2 core logici.
- ST: sta per "SpeedStep Technology" ovvero la tecnologia di risparmio energetico sviluppata da Intel e inserita negli ultimi Pentium 4 Prescott serie 6xx per contenere il consumo massimo.
- VT: sta per "Vanderpool Technology", la tecnologia di virtualizzazione che rende possibile l'esecuzione simultanea di più sistemi operativi differenti contemporaneamente.
- Core: si intende il nome in codice del progetto alla base di quel particolare esemplare.

| Nome Commerciale          | Data        | Socket | Clock    | Molt. | Pr.Prod.       | Voltag.      | Watt | Bus     | Cache                  | XD | 64 | HT | ST | VT | Core      |
| ------------------------- | ----------- | ------ | -------- | ----- | -------------- | ------------ | ---- | ------- | ---------------------- | -- | -- | -- | -- | -- | --------- |
| Mobile Pentium 4 2,4 GHz  | 11/giu/2003 | 478    | 2,4 GHz  | 18x   | 130 nm 55 mil. | 1,2 V 1,55 V | 60 W | 533 MHz | L1=8KB L2=512KB L3=0MB | No | No | No | Sì | No | Northwood |
| Mobile Pentium 4 2,66 GHz | 11/giu/2003 | 478    | 2,66 GHz | 20x   | 130 nm 55 mil. | 1,2 V 1,55 V | 66 W | 533 MHz | L1=8KB L2=512KB L3=0MB | No | No | No | Sì | No | Northwood |
| Mobile Pentium 4 2,8 GHz  | 11/giu/2003 | 478    | 2,8 GHz  | 21x   | 130 nm 55 mil. | 1,2 V 1,55 V | 68 W | 533 MHz | L1=8KB L2=512KB L3=0MB | No | No | No | Sì | No | Northwood |
| Mobile Pentium 4 3,06 GHz | 11/giu/2003 | 478    | 3,06 GHz | 23x   | 130 nm 55 mil. | 1,2 V 1,55 V | 70 W | 533 MHz | L1=8KB L2=512KB L3=0MB | No | No | No | Sì | No | Northwood |
| Mobile Pentium 4 3,2 GHz  | 11/giu/2003 | 478    | 3,2 GHz  | 24x   | 130 nm 55 mil. | 1,2 V 1,55 V | 76 W | 533 MHz | L1=8KB L2=512KB L3=0MB | No | No | No | Sì | No | Northwood |
| Mobile Pentium 4 2,66 GHz | 21/set/2003 | 478    | 2,66 GHz | 20x   | 130 nm 55 mil. | 1,2 V 1,55 V | 66 W | 533 MHz | L1=8KB L2=512KB L3=0MB | No | No | Sì | Sì | No | Northwood |
| Mobile Pentium 4 2,8 GHz  | 21/set/2003 | 478    | 2,8 GHz  | 21x   | 130 nm 55 mil. | 1,2 V 1,55 V | 68 W | 533 MHz | L1=8KB L2=512KB L3=0MB | No | No | Sì | Sì | No | Northwood |
| Mobile Pentium 4 3,06 GHz | 21/set/2003 | 478    | 3,06 GHz | 23x   | 130 nm 55 mil. | 1,2 V 1,55 V | 70 W | 533 MHz | L1=8KB L2=512KB L3=0MB | No | No | Sì | Sì | No | Northwood |
| Mobile Pentium 4 3,2 GHz  | 21/set/2003 | 478    | 3,2 GHz  | 24x   | 130 nm 55 mil. | 1,2 V 1,55 V | 76 W | 533 MHz | L1=8KB L2=512KB L3=0MB | No | No | Sì | Sì | No | Northwood |
| Mobile Pentium 4 518      | 1/giu/2004  | 478    | 2,8 GHz  | 21x   | 90 nm 125 mil. | 1,15 V 1,4 V | 88 W | 533 MHz | L1=16KB L2=1 mB L3=0MB | No | No | Sì | Sì | No | Prescott  |
| Mobile Pentium 4 532      | 1/giu/2004  | 478    | 3,06 GHz | 23x   | 90 nm 125 mil. | 1,15 V 1,4 V | 88 W | 533 MHz | L1=16KB L2=1 mB L3=0MB | No | No | Sì | Sì | No | Prescott  |
| Mobile Pentium 4 538      | 1/giu/2004  | 478    | 3,2 GHz  | 24x   | 90 nm 125 mil. | 1,15 V 1,4 V | 88 W | 533 MHz | L1=16KB L2=1 mB L3=0MB | No | No | Sì | Sì | No | Prescott  |
| Mobile Pentium 4 548      | 28/set/2004 | 478    | 3,33 GHz | 25x   | 90 nm 125 mil. | 1,15 V 1,4 V | 88 W | 533 MHz | L1=16KB L2=1 mB L3=0MB | No | No | Sì | Sì | No | Prescott  |
| Mobile Pentium 4 552      | 4/gen/2005  | 478    | 3,46 GHz | 26x   | 90 nm 125 mil. | 1,15 V 1,4 V | 88 W | 533 MHz | L1=16KB L2=1 mB L3=0MB | No | No | Sì | Sì | No | Prescott  |

## Motivi dell'abbandono del progetto
Quando agli inizi del 2003 Intel propose sul mercato la piattaforma Centrino basata sulla CPU Pentium M Banias, nacque un nuovo modo di intendere i processori per i computer portatili e, nel giro di solo un anno, si rivelò abbastanza difficoltoso trovare ancora modelli di notebook basati sulle versioni mobile del Pentium 4 (sia Pentium 4-M che Mobile Pentium 4). Tali CPU infatti non erano più il giusto compromesso, dato che potevano tranquillamente essere sostituite da altri progetti; un utente interessato alla massima autonomia di esercizio si sarebbe orientato le versioni a basso voltaggio del Pentium M, un altro interessato ad un buon compromesso tra prestazioni e autonomia, verso le versioni tradizionali del Pentium M e infine un utente che necessitava della massime prestazioni avrebbe optato direttamente verso i notebook equipaggiati con le CPU del settore desktop, Pentium 4 tradizionali, che offrivano maggiori prestazioni ad un prezzo più contenuto.

## Il successore
Per i motivi sopra citati, non vi fu più futuro per le soluzioni mobile derivate dall'architettura NetBurst del Pentium 4, dato che essa non era adatta ad un utilizzo ottimale in ambito mobile. Si può in un certo senso individuare proprio nel progetto Pentium M e in tutti i suoi derivati, il reale successore del Mobile Pentium 4.